# Teren'ga
Teren'ga (in russo Тереньга?) è un insediamento di tipo urbano della Russia europea, situato nell'oblast' di Ul'janovsk. È il centro amministrativo del rajon Teren'gul'skij.
Si trova 70 km (in linea d'aria) a sud di Ul'janovsk, sul fiume Teren'gul'ka (affluente dell'Usa).